# آکاند بهارات

نقشهٔ «آکاند بهارات» دربردارنده کشورهای هندوستان، پاکستان، افغانستان، بنگلادش، بوتان، سری‌لانکا، نپال و میانمار.

آکاند بِهارات یا آکاند هندوستان که در زبان سانسکریت به معنای هندوستان یکپارچه است یک واژهٔ بازپیوندخواهی است و در برای ضمیمه کردن برخی از کشورهای جنوب شرق آسیا و آسیای مرکزی به خاک هندوستان ساخته شده است. این واژه بر پایهٔ اندیشه پان‌هندوئیسم بنا شده‌است در تلاش برای ایجاد یک امپراتوری هندویی در مناطقی است که کشور هندوستان به آنها چشم‌داشت دارد و آن را جزئی از قلمروی فرهنگی هند بزرگ قلمداد می‌کند. هواداران این جنبش خود را از نژاد هندوآریایی می‌دانند و پیروان ادیان سامی را غیربومی و مهاجم می‌نامند.

## تاریخچه
هندوستان در گذشته شاهد امپراتوری‌هایی از جمله پادشاهی مائوریا، امپراتوری گورکانی هند و راج بریتانیا بود که هرسه امپراتوری تأثیر بسزایی در مسائل جنوب شرق آسیا و کمرنگ شدن فرهنگ هندویی داشته‌اند.

در دوران جنبش استقلال‌طلبی هند از امپراتوری بریتانیا یک مبارز آزادی هندو به نام «مانکلال مونشی» پیشنهاد ایجاد یک کشور بزرگ با نام آکاند هیندوستان را مطرح کرد و ماهاتما گاندی با آن موافقت نمود. مونشی بر این باور بود که بریتانیا در پی آن است که با سیاست تفرقه بینداز و حکومت کن به حضور خود در هندوستان ادامه دهد. او بر این باور بود که تا زمانیکه انگلیسی‌ها در کشور هندوستان حضور داشته باشند، ایجاد یک کشور واحد هندوستان بر پایهٔ فرهنگی غیرممکن است. زیرا انگلیس با تحریک کردن مسلمانان موجب آن شده که افکار تجزیه‌طلبی در میان مسلمانان هندوستان به وجود بیاید. و بعدها با تجزیهٔ خاک پاکستان از هندوستان ثابت شد که حق با وی بوده‌است. در آن سالها مظهر علی خان از اهالی پاکستان در مقاله‌اش نوشت که خان عبدالغفار خان پشتونی و یاران میانه‌روی او در پی ایجاد یک هندوستان بزرگ هستند و تلاش می‌کند با مسلم لیگ که یک گروه اسلامگرای افراطی است مقابله کنند.
فعالان پان‌هندو و انجمن دینی «هیندو ماهاسابها» به رهبری «وینایاک دامودار ساوارکار» نیز با الگوبرداری از «ناسیونالیسم اروپایی» در قرن بیستم میلادی علیه دین‌های اسلام و یهودیت در اروپا، مدل مشابهی را در هندوستان پایه‌ریزی کردند و آن را «آکاند بهارات» نامیدند. این سرزمین رؤیایی همچنین با نام «هیندو راشترا» به معنای «ملت هندوستان» نیز شناخته شده‌است که این نام قدیمی است و کمتر مورد استفاده قرار می‌گیرد. فعالیتهای سازمانی این گروه‌ها به دنبال اتحاد فرهنگی، دینی و سیاسی میان پیروان ادیان هندویی، بودایی، سیکی و جینی در سرتاسر شبه‌قاره هند است. در ابتدای حرکت این جنبش این محدوده از شمال به کشمیر و از جنوب به رامشوارام پایان می‌یافت. همچنین از غرب به ایالت سند و از شرق به آسام منتهی می‌شود؛ که در مجموع شامل سه کشور هند، پاکستان، بنگلادش و منطقه جامو و کشمیر بود که امروزه با نام «هند متحد» نامیده می‌شود. این جنبش با بیگانه خواندن مسلمانان و مسیحیان و یهودیان، آنها را متعلق به خاورمیانه و مناطق سامی‌نشین می‌داند و مسلمانان شبه‌قاره هند را با یهودیان مقیم آلمان در دورهٔ جنگ جهانی دوم مقایسه می‌کند که مهاجم محسوب می‌شدند. این گروه افکار ناسیونالیستی آلمان نازی را می‌ستاید.

## در دوران معاصر

نقشهٔ «هند متحد» دربردارنده کشورهای هندوستان، پاکستان و بنگلادش است.

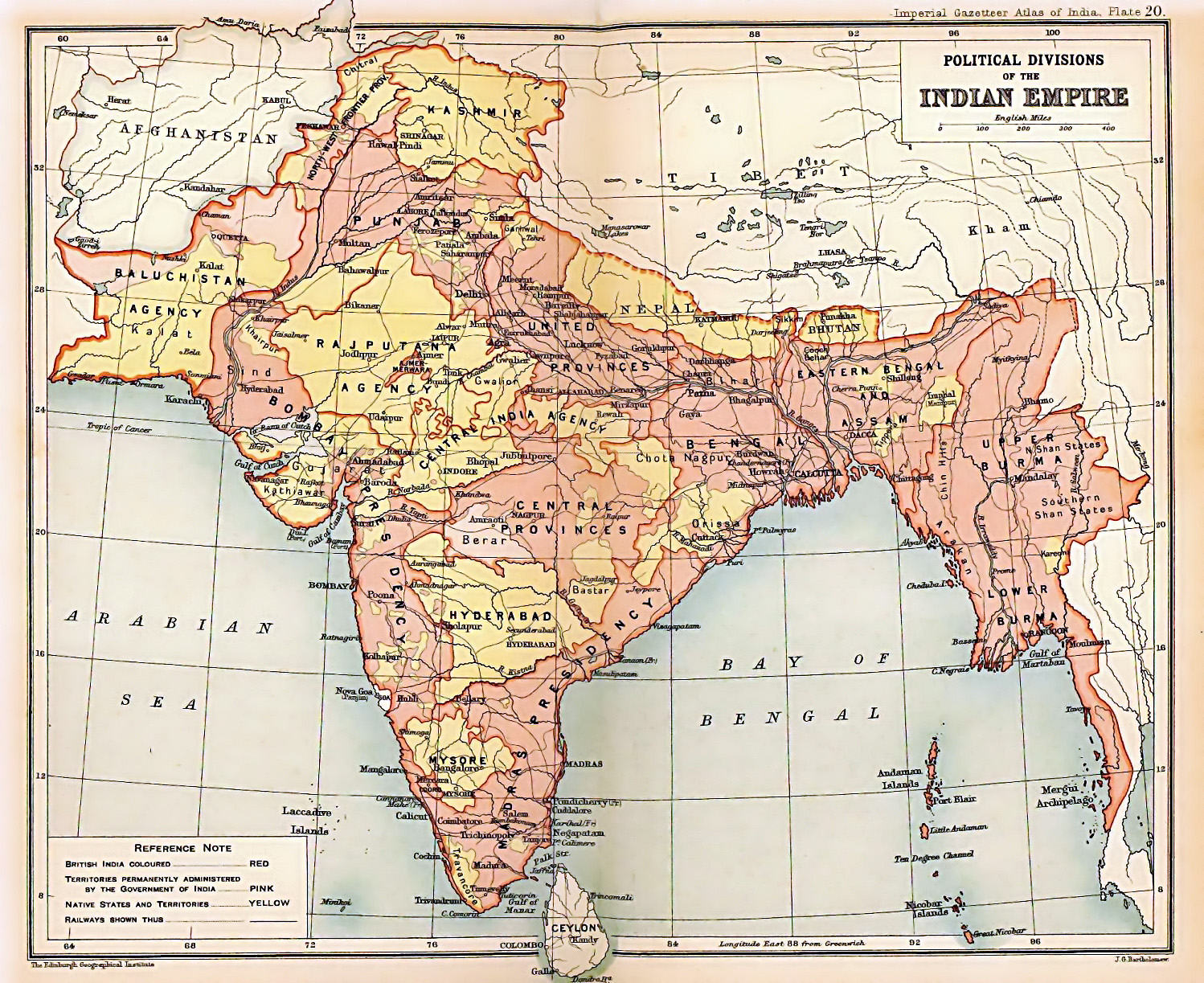
نقشهٔ راج بریتانیا در سال ۱۹۰۹ که تا ۱۹۴۷ پابرجا ماند.

افکار این جنبش در عصر معاصر شدت بیشتری گرفته و به قلمروی «هند متحد» محدود نمی‌شود. این جنبش به گروه‌های محافظه‌کار هندویی همانند «انجمن دینی هیندو ماهاسابها»، «هندوتوا» و «آر.اس. اس»، «انجمن انقلابی کاکبوسوندی» و بسیاری از انجمن‌های تندروی هندویی الهام بخشیده‌است. این گروه‌ها به دنبال بازگردانی فرهنگ و میراث خالص هندوستان به این کشور هستند که در پی حملهٔ مسلمانان به این کشور در برخی از مناطق کمرنگ شده‌است. با فازایش جمعیت مسلمانان در کشور هندوستان، این گروه‌های محافظه‌کار احساس خطر کرده و بر روی واژهٔ هندوتوا به معنای «هندویی‌گری» تأکید زیادی می‌کنند و مدام خواستار کنار گذاشتن فرهنگ سامی به ویژه دین اسلام هستند.

در سال ۱۹۹۳ در یک گردهمایی سالیانه آر.اس. اس نقشه‌ای از کشور هندوستان به نمایش درآمد که دربردارندهٔ کشورهای پاکستان، نپال، بوتان، بنگلادش، سری‌لانکا، تایلند و کمبوجیه تحت عنوان یک کشور جدید به نام «آکاند بهارات» بود. درحالیکه منتقدین حزب بهاراتیا جاناتا، این حزب را به‌خاطر تلاش برای رسیدن به آکاند بهارات سرزنش می‌کنند حزب بهاراتیا جاناتا به رهبری «نارندرا مودی» و «رام مادهاو» این موضع را رد کرده و علاقهٔ این حزب را صرفاً برای ایجاد «هند متحد» معرفی می‌کند. ولی گروه آر.اس. اس بسیار سختگیرانه به ایجاد یک هندوستان بزرگ و باستانی عاری از هرگونه مسلمان باور دارد و آن را «آکاند بهارات» می‌نامد. رهبر آر.اس. اس در کتابهای خود اهمیت واژهٔ آکاند بهارات را برای مردم هندوستان شرح داد و بر آن تأکید کرد. آر.اس. اس بر این باور است که اگر مردم هندوستان آزادی کامل را می‌خواهند تنها یک کشور بزرگ و متحد هندویی می‌تواند آن آزادی را برای مردم هندوستان به ارمغان بیاورد. مجله اُرگنایزر هندوستان متعلق به آر.اس. اس است و این جنبش اندیشه‌های خود را در مجلهٔ اُرگنایزر منتشر می‌کند.
در سال ۲۰۱۵ طی سفر دیپلماتیک نارندرا مودی به شهر لاهور در کشور پاکستان، دبیرکل امنیت ملی هندوستان رام مادهاو را نیز با خود برد. رام مادهاو به خبرنگار الجزیره عربی گفت:

سازمان آر.اس. اس همچنان باور دارد که روزی هندوستان، پاکستان و بنگلادش که به دلایل تاریخی و سیاسی تنها ۶۰ سال پیش از هم جدا شدند، بر پایهٔ حسن نیت دوباره با هم بازپیوند خواهند داشت و «آکاند بهارات» ایجاد خواهد شد.
در سال ۲۰۱۹ رهبر آر.اس. اس آقای «ایندریش کومار» عنوان کرد که تا سال ۲۰۲۵ کشور پاکستان با هندوستان بازپیوند خواهد خورد؛ و هندی‌ها به لاهور و دریاچه ماناساروار در تبت مهاجرت می‌کنند و یک دولت متحد در شهر داکا ایجاد خواهد شد. بدین ترتیب یک اتحادیه همانند اتحادیه اروپا شکل خواهد گرفت که نام آن «آکاند بِهارات» خواهد بود.
«مارکاندی کاتجو» قاضی دادگاه عالی هندوستان ادعا کرد تنها یک راه برای پایان بخشیدن به درگیری‌ها وجود دارد و آن راه این است که یک کشور جدید متشکل از هندوستان و پاکستان و بنگلادش زیر یک پرچم با ارزش‌های یک دولت سکولار مدرن پایه‌ریزی شود. کریشنا آدوانی معاون سابق نخست‌وزیر هندوستان عنوان کرد که هندوستان قصد دارد بوسیلهٔ ضمیمه کردن پاکستان و بنگلادش یک اتحادیه بزرگ همانند اتحادیه اروپا، ایالات متحده آمریکا، فدراسیون روسیه و جمهوری خلق چین ایجاد کند.
گروه‌های ملی‌گرایی هندویی همانند «شیوا سِنا» با حزب بی.جی. پی متحد شده و قصد بر الحاق جامو و کشمیر به خاک هندوستان را دارند. به‌ویژه پس از لغو ماده ۳۷۰ قانون اساسی هند در سال ۲۰۱۹ میلادی (که در آن مقررات نیمه‌مختار بودن جامو و کشمیر برچیده شد)، این جنبش‌های ملی‌گرایانه برای بازگردانی شکوه باستانی هندوستان به قدرت بسیار زیادی دست یافتند.
به دنبال لغو مقررات نیمه‌مختاری جامو و کشمیر، در اسلام‌آباد تظاهرات بزرگی علیه نقشهٔ کشور «آکاند بهارات» انجام شد.